# 카타르 요리

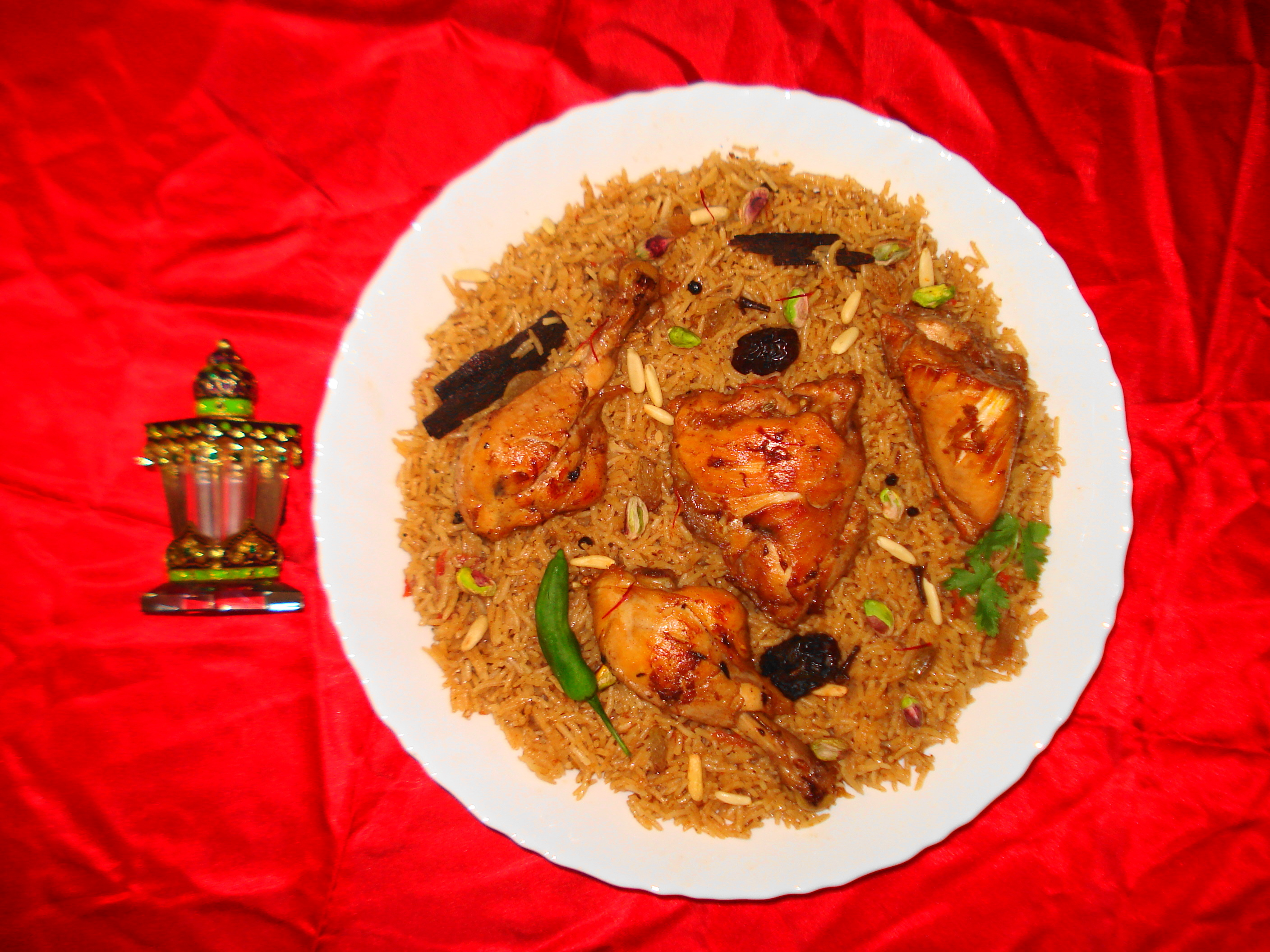
마츠부스

카타르 요리(Qatar 料理, 아랍어: مطبخ قطري 마트바크 까타리이[*])는 서남아시아에 있는 카타르의 요리이다. 전통적인 아랍 요리로 이루어져 있다. 캅사, 쌀, 고기, 채소로 구성된 식사는 카타르의 국가 요리이다.

## 음식
- 마츠부스
- 비리아니
- 빌라프
- 꾸지

## 후식

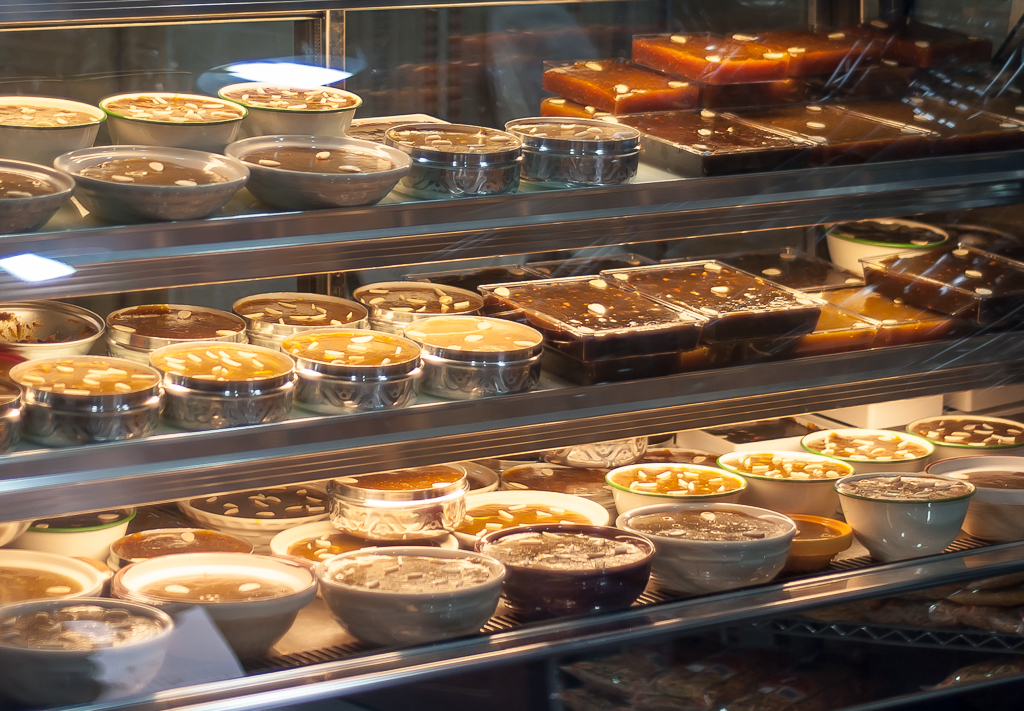

- 장미수
- 바클라바
- 쿠나파
- 카타예

## 같이 보기
- 아랍 요리
- 아시아 요리
- 중동 요리